# Leptophobia philoma
Leptophobia philoma är en fjärilsart som först beskrevs av William Chapman Hewitson 1870.  Leptophobia philoma ingår i släktet Leptophobia och familjen vitfjärilar. Inga underarter finns listade i Catalogue of Life.